# Les Récidivistes
Pour plus de détails, voir Fiche technique et Distribution.
Les Récidivistes (Visszaesők) est un film hongrois réalisé par Zsolt Kézdi-Kovács, sorti en 1983.

## Synopsis
György et Juli, demi-frère et demi-sœur, ont une relation amoureuse. Quand Juli tombe enceinte, le scandale éclate.

## Fiche technique
- Titre : Les Récidivistes
- Titre original : Visszaesők
- Réalisation : Zsolt Kézdi-Kovács
- Scénario : Zsolt Kézdi-Kovács
- Photographie : János Kende
- Montage : Éva Kármentõ
- Société de production : Objektív Film
- Pays :  Hongrie
- Genre : Drame et romance
- Durée : 92 minutes
- Dates de sortie : 
  -  Hongrie : 22 septembre 1983

## Distribution
- Lili Monori : Juli
- Miklós Székely B. : György
- Mari Törőcsik : la mère de Juli
- György Bánffy : le médecin
- József Horváth : le père de Juli
- Tibor Molnár : oncle Pista
- László Horváth : Lõrinc, le policier
- Ferenc Paláncz : Kálmán
- József Tóth : Zoli
- Mária Bajcsay : Bírónõ
- Judit Balog : Erzsi
- Ferenc Némethy : Elnök
- Júlia Nyakó : Monika
- Ágnes T. Katona : Ági
- Csilla Herczeg : Ügyész
- Flóra Kádár : Ülnök
- János Derzsi : Sógor
- Erzsébet Gaál : Anna
- Sándor Halmágyi : Sándor
- Ági Margitai : Anyós
- Ildikó Pécsi : Ica

## Distinctions
Le film a été présenté en sélection officielle en compétition au Festival de Cannes 1983.